# Studium generale

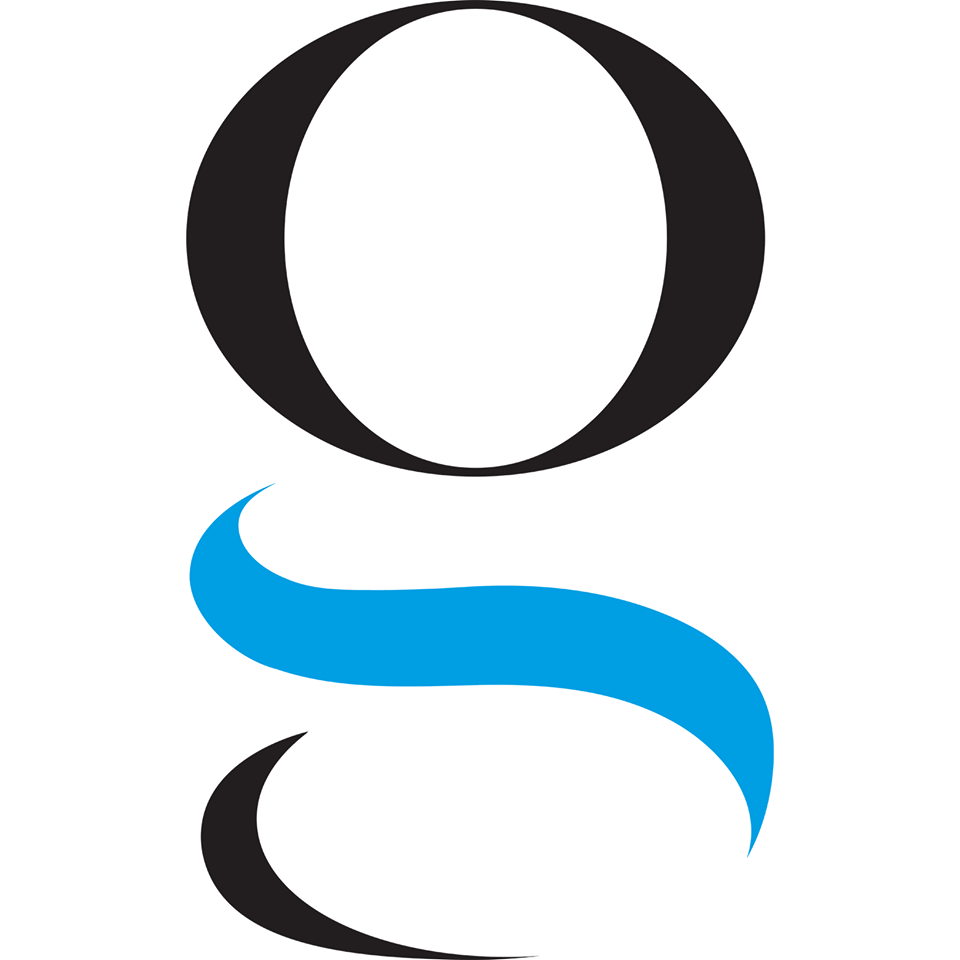
Studium Generale logo

A studium generale kifejezés jelentése: egyetemes tanulmány. A Studium Generale (SG) diákszervezet 1970 óta működik a Tehetségért Mozgalom részeként, ingyenes oktatásban részesítve matematika, történelem és elméleti közgazdaságtan tantárgyakból 11. és 12. osztályos tanulókat. A szervezet tanárai a Budapesti Corvinus Egyetem hallgatói közül kerülnek ki, akik önkéntesen, anyagi ellenszolgáltatás nélkül dolgoznak a szervezetben, magas színvonalú oktatást biztosítva a középiskolásoknak.

## Oktatási formák

### Szombati oktatás
Szombatonként nagy csoportos szemináriumi oktatásban vehetnek részt a diákok. Ennek keretein belül a Budapesti Corvinus Egyetem termeiben történik az oktatás. 11. osztályos diákok részére három órás, míg 12. évfolyamos tanulók részére négy órás szemináriumokat tartanak.

### Online oktatás
A vidéki, Budapestre felutazni nem tudó, nehéz anyagi helyzetben lévő diákok számára jelent kiváló megoldást idén ősszel induló e-learning képzés, melynek keretein belül minden tanuló 10-10 érettségi feladatsort old meg tantárgyanként. A kijavított feladatsorokhoz a szervezet tanárai szakmai instrukciókat, megjegyzéseket fűznek, ezzel is segítve a diákok fejlődését.

## Országos Nyílt Próbaérettségi Nap
Az SG az év során több alkalommal lehetőséget biztosít a szervezet tagjai által összeállított próbaérettségi megírására. A legnagyobb ilyen rendezvény az Országos Nyílt Próbaérettségi Nap. A program az országban egyedülálló, hiszen nincs még egy olyan esemény, mely lehetőséget biztosít az érettségi előtt álló diákok számára, hogy felmérjék aktuális tudásukat. A program az ország összes diákja előtt nyitva áll, a tagok pedig kijavítják a feladatsorokat, majd egy személyes konzultáció keretén belül megbeszélik a hibákat. A sikereken felbuzdulva a szervezet célja az lett, hogy ne csak Budapesten, hanem az ország további 4 pontján legyen lehetőség a próbavizsga megírására. A 2015-ös évben 6 helyszínen, 2016-ban már az ország 7 különböző pontján tudják a diákok a próbaérettségit.

## Táborok
A Studium Generale minden évben szervez egy hét napos Tavaszi tábort a végzős diákoknak, valamint egy hét napos Nyári tábort a 11.-es tanulók számára. Naponta 8, illetve 6 órás tanítás folyik a táborokban, mely így intenzív felkészülést biztosít az érettségire. Az oktatás kiscsoportos, 5-7 fős szemináriumi kereteken belül zajlik, így a tanítás igen személyközpontú. A tábor a tanítás mellett egyéb szórakoztató programokból is áll, melyek biztosítják az egész napos koncentrálás utáni lazítást. Ilyen például a délutáni sportfoglalkozás, az érdekes délutáni szakmai előadások, valamint az esti programok, mint például a táncház és egyéb vetélkedők. A Tavaszi tábor több mint 200, míg Nyári tábor 150 fős, melyek mind a tanárok, mind a diákok számára teljesen ingyenesek.

## Kiadványok[1]
A Studium Generale számára fontos, hogy diákjai a lehető legjobb elméleti és gyakorlati tudást szerezzék meg. Ezért évről évre frissített, az érettségi elvárásainak megfelelő kiadványokat ad ki.

### Matematika
Elméleti összefoglaló: Ezen kiadvány témakörökre bontottan nyújt hasznos elméleti áttekintést a kétszintű érettségi követelményeinek megfelelően. Definíciók, képletek, ábrák, felhasználási módok, részletes szöveges magyarázatok gyűjteménye mintafeladatokkal vegyítve. 
SegítséG: A feladatgyűjtemény témakörökre, és közép és emelt szintre bontottan tartalmazza a leggyakrabban előforduló típuspéldákat. Az Elméleti összefoglalóval együtt egyszerűvé teszi az otthoni gyakorlást. 
Próbaérettségi Kiadvány Emelt Szint / Közép Szint: A kiadvány a Matematika Szekció által kidolgozott emelt/közép szintű próbaérettségi sorokat tartalmazza több évre visszamenőleg. A kiadvány elején egy részletes bemutató fejezet található, ahol két próbaérettségi feladatsoron keresztül igyekeznek a legfontosabb dolgokra felhívni a figyelmet.
Kisokos: Kifejezetten az érettségire való felkészülés időszakára és a vizsgadrukk idejére készült. Olyan segédanyag, ami a legfontosabb megoldási meneteket, trükköket és jó tanácsokat tartalmazza, és a típushibákra hívja fel a figyelmet.
Szóbeli Kiadvány: Az emelt szintű érettségi szóbeli tételihez minden évben igazodó kiadvány. Tartalmazza tételenként az összes lehetséges definíciót, tételt, bizonyítást, gyakorlati alkalmazást és mintafeladatokkal teszi könnyebbé a tanulást. A tételek megjelenésétől függően kb. januárra várható.

### Közgazdaságtan
Leesett?!: Professzionális elméleti összefoglaló, amely követi a Mikro- és Makroökonómia című tankönyvek tematikáját, és tartalmazza a nemzetközi gazdaságtanhoz kötődő elméleti részeket. Olyan ábrák és magyarázatok is megtalálhatók benne, amiket a tankönyvek nem tartalmaznak.
Mikroökonómia: Ez a feladatsor olyan feladatokat tartalmaz, melyek a legalapvetőbb példák rutinszerű elsajátítását segítik elő, könnyebbektől haladva a nehezebbekig. Tematikáját tekintve a Leesett?! című tankönyv hét fejezetét követi, struktúrája az új kétszintű érettségihez igazodik. A részletes megoldókulcs lehetővé teszi az önálló felkészülést is.
Makroökonómia: A kiadvány hasonlóan a Mikroökonómiához változatos feladattípusokkal készít fel a Makroökonómiai feladatok megoldására, igazodva az NEFMI  tematikához és a kétszintű érettségihez. Az önálló tanulást a részletes megoldókulcs segíti.

### Történelem
Kincsesláda: Korszakokra bontott tematikus összefoglaló a magyar és egyetemes történelem kulcsszereplőiről, uralkodóiról és kormányfőiről; illetve a legfontosabb háborúk és békék, egyetemes és magyar történelmi fogalmak, vaktérképek gyűjteménye. Emelt szintű érettségi anyagot dolgoz fel.
Mentőöv: Kincsesládához hasonló tematikus összefoglaló, mely a középszintű felkészülést támogatja.
Kétszintű munkafüzet: A kétszintű érettségi rendszerhez igazított munkafüzet, mely több mint 150 vegyes nehézségű feladatot és azok megoldását tartalmazza.
A szervezet még ezek mellett az emelt szintű szóbeli tételek kihirdetése után Matematika és Történelem tárgyból készítenek kidolgozott szóbeli tételeket. 

## Studium Generale a középkorban
A 12. században a némelyik székesegyházi iskolákban a nevesebb tanárok köré ifjak tömegei sereglettek, hogy előadásait hallgathassák. A fokozott érdeklődés a tanárok "kiválogatódását", s ezzel együtt a színvonal emelkedését eredményezte. Fokozatosan létrejött a hallgatók és a tanárok szabad egyesülete, az "universitas", azaz a mai egyetem őse, melynek neve kezdetben a studium generale volt. Az első ilyen intézmény Bolognában jött létre 1088-ban.